# エドゥアルド・モルラン
エドゥアルド・モルラン・デル・リオ（Eduardo Morlan Del Rio, 1986年3月1日 - ）は、キューバ・ハバナ出身のプロ野球選手(投手)。右投右打。現在は、アトランティックリーグのサザンメリーランド・ブルークラブスに所属している。

## 経歴

### プロ入りとツインズ傘下時代
2004年のMLBドラフトでミネソタ・ツインズにドラフト4巡目指名され、契約を結びプロ入りを果たした。この年は、傘下ルーキーリーグのガルフ・コーストリーグ・ツインズで11試合に登板した。
2005年は、まず傘下アドバンスルーキーリーグのエリザベストン・ツインズでプレーした。ここでは、4試合に登板した。その後、傘下Aのベロイト・スナッパーズでプレーした。ここでは、10試合に登板した。
2006年は、傘下Aのベロイト・スナッパーズでプレーした。この年は、28試合に登板した。
2007年は、まず、傘下アドバンスAのフォートマイヤーズ・ミラクルでプレーした。ここでは、41試合に登板した。その後、傘下AAのニューブリテン・ロックキャッツにプレーした。ここでは、2試合に登板した。

### レイズ傘下時代
2007年12月に、11月28日にデルモン・ヤング、ブレンダン・ハリスら3対3のトレードでジェイソン・バートレットらが移籍したトレードで後日発表の選手としてタンパベイ・レイズへ移籍した。
2008年は、傘下AAのモンゴメリー・ビスケッツでプレーした。この年は、30試合に登板した。また、オールスター・フューチャーズゲームに世界選抜メンバーとして選出された。
オフに、ルール・ファイブ・ドラフトでミルウォーキー・ブルワーズへ移籍し、40人枠に登録された。しかし、スプリングトレーニング中にDFAとなったため、制約でレイズへ返還された。
2009年も、前年同様に傘下AAのモンゴメリー・ビスケッツでプレーした。この年は、48試合に登板した。またこの年の、サザンリーグのオールスターゲームに選出されている。
2010年も、傘下AAのモンゴメリー・ビスケッツでプレーした。ここでは、12試合に登板した。

### ブルワーズ傘下時代
2010年のシーズン途中で、ミルウォーキー・ブルワーズへ移籍した。傘下AAのハンツビル・スターズへ異動された。ここでは、32試合に登板した。

### ブレーブス傘下時代
2011年は、アトランタ・ブレーブスとマイナー契約を結び、傘下AAのミシシッピ・ブレーブスでプレーした。ここでは、7試合に登板した。

### 独立リーグ時代
2011年シーズン途中に、アトランティックリーグのサザンメリーランド・ブルークラブスと契約を結んだ。ここでは、38試合に登板した。
2012年は、43試合に登板した。
9月には、第3回WBC予選のスペイン代表に選出された。
2013年は、開幕前に第3回WBC本戦のスペイン代表に選出された。
シーズンでは、56試合に登板した。
2014年は、36試合に登板した。
また8月30日に、第6回イタリアンベースボールウィークと第33回ヨーロッパ野球選手権大会のスペイン代表が発表され代表入りした。

## 詳細情報

### 代表歴
- 2013 ワールド・ベースボール・クラシック・スペイン代表
- 2014 イタリアンベースボールウィーク スペイン代表
- 2014年ヨーロッパ野球選手権大会スペイン代表